# Os paratrapezium
Het os paratrapezium is een extra handwortelbeentje dat bij een klein aantal mensen voorkomt. Het is dan gelegen lateraal van het os trapezium, of vlak naast het middenhandsbeen van de duim.
Op röntgenfoto's wordt een os paratrapezium soms onterecht aangemerkt als afwijkend botdeel of fractuur, temeer daar het geen vastomschreven grootte kent.

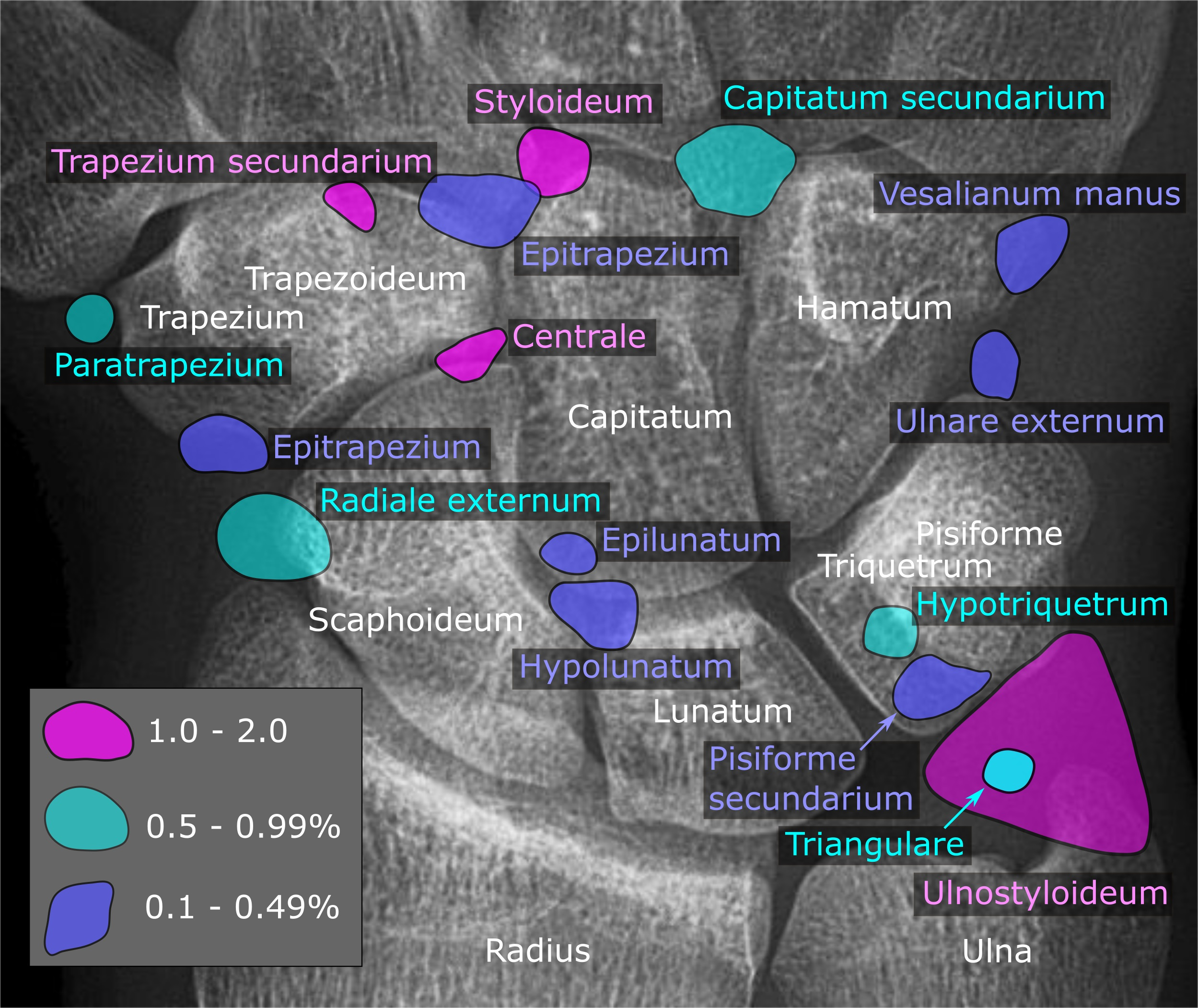
Röntgenfoto van de linker pols, met de extra handwortelbeentjes gekleurd naar hun prevalentie.